# Club Calcio Catania 1962-1963
Questa pagina raccoglie i dati riguardanti il Club Calcio Catania nelle competizioni ufficiali della stagione 1962-1963.

## Stagione
La stagione di Serie A 1962-1963 per il Catania vede confermati Ignazio Marcoccio al vertice come commissario e Carmelo Di Bella in panchina. Dall'Inter arrivano rinforzi in difesa con Remo Bicchierai ed in prestito il ventenne centravanti-ala Bruno Petroni, dalla Fiorentina per 70 milioni di lire l'interno veneziano Luigi Milan, dalla Sampdoria l'ala bresciana Remo Vigni, al termine delle trattative di calciomercato Marcoccio è raggiante, anche il capitano Mario Corti intervistato nel suo ristorante a piazza Trento si dice convinto del buon lavoro dei dirigenti nel costruire il nuovo Catania che si approccia a disputare la terza stagione consecutiva in Serie A, quarta nella storia del club. Gli etnei concluderanno il torneo all'undicesimo posto con 30 punti, tre sopra la zona retrocessione. Fiore all'occhiello della stagione la vittoria a Torino contro la Juventus (0-1) vendicando la pesante sconfitta dell'andata, Juve che si piazzerà seconda dietro all'Inter scudettato.

## Divise
| Casa | Trasferta |  |

## Rosa
| N. |                   | Ruolo | Calciatore         |
| -- | ----------------- | ----- | ------------------ |
|    | Italia (bandiera) | P     | Giuseppe Vavassori |
|    | Italia (bandiera) | P     | Giuseppe Lovise    |
|    | Italia (bandiera) | P     | Antonio Seveso     |
|    | Italia (bandiera) | D     | Mario Corti        |
|    | Italia (bandiera) | D     | Renato Rambaldelli |
|    | Italia (bandiera) | D     | Remo Bicchierai    |
|    | Italia (bandiera) | D     | Franco Giavara     |
|    | Italia (bandiera) | D     | Antonio Stefanelli |
|    | Italia (bandiera) | D     | Giorgio Michelotti |
|    | Italia (bandiera) | D     | Renato Alberti     |
|    | Italia (bandiera) | C     | Renato Benaglia    |
|    | Italia (bandiera) | C     | Ferruccio Caceffo  |

| N. |                      | Ruolo | Calciatore             |
| -- | -------------------- | ----- | ---------------------- |
|    | Italia (bandiera)    | C     | Remo Morelli           |
|    | Italia (bandiera)    | C     | Remo Vigni             |
|    | Italia (bandiera)    | C     | Adelmo Prenna          |
|    | Italia (bandiera)    | C     | Luigi Milan            |
|    | Germania (bandiera)  | C     | Horst Szymaniak        |
|    | Italia (bandiera)    | C     | Domenico De Dominicis  |
|    | Italia (bandiera)    | A     | Bruno Petroni          |
|    | Italia (bandiera)    | A     | Alvaro Biagini         |
|    | Brasile (bandiera)   | A     | Roberto José Battaglia |
|    | Argentina (bandiera) | A     | Salvador Calvanese     |
|    | Italia (bandiera)    | A     | Sebastiano Alicata     |

## Risultati

### Serie A

#### Girone di andata
| Arbitro: | Genel (Trieste) |

|               |           |               |
| Locatelli 85’ | Marcatori | 39’ Calvanese |

| Arbitro: | De Marchi (Pordenone) |

|                             |           |                   |
| Bui 65’ Benaglia 82’ (aut.) | Marcatori | 6’, 80’ Calvanese |

| Arbitro: | Jonni (Macerata) |

|           |           |  |
| Milan 63’ | Marcatori |  |

| Catania 7 ottobre 1962 4ª giornata | Catania             | 0 – 0 | Roma | Stadio Cibali\| Arbitro: \| Gambarotta (Genova) \| |
| Arbitro:                           | Gambarotta (Genova) |       |      |                                                    |

| Arbitro: | Di Tonno (Lecce) |

|             |           |                   |
| Fernando 4’ | Marcatori | 43’ (rig.) Prenna |

| Arbitro: | Angelini (Firenze) |

|                                        |           |                               |
| Petroni 9’ Milan 51’ Prenna 86’ (rig.) | Marcatori | 31’ Mencacci 66’ (rig.) Bartù |

| Arbitro: | Francescon (Padova) |

|                               |           |           |
| Petroni 3’, 76’ Szymaniak 14’ | Marcatori | 50’ Galli |

| Arbitro: | Genel (Trieste) |

|                           |           |                 |
| Fanello 16’ Rosa 31’, 85’ | Marcatori | 45’, 61’ Prenna |

| Arbitro: | Adami (Roma) |

|                                      |           |  |
| da Silva 23’, 59’, 62’ Brighenti 69’ | Marcatori |  |

| Arbitro: | Campanati (Milano) |

|                                    |           |                  |
| Szymaniak 15’ Milan 30’ Prenna 35’ | Marcatori | 71’, 79’ Balleri |

| Arbitro: | Righi (Milano) |

|             |           |                                                |
| Petroni 86’ | Marcatori | 15’ Stacchini 35’, 70’ Sivori 56’, 80’ Miranda |

| Arbitro: | Marchese (Napoli) |

|                                      |           |  |
| Nielsen 3’, 21’, 77’ Haller 38’, 80’ | Marcatori |  |

| Arbitro: | Angelini (Firenze) |

|                               |           |               |
| Humberto 15’, 77’ Vinicio 48’ | Marcatori | 37’ Szymaniak |

| Arbitro: | D'Agostini (Roma) |

|            |           |            |
| Petroni 9’ | Marcatori | 70’ Geiger |

| Arbitro: | Roversi (Bologna) |

|                 |           |  |
| Petroni 7’, 60’ | Marcatori |  |

| Milano 6 gennaio 1963 16ª giornata | Milan                        | 0 – 0 | Catania | Stadio San Siro\| Arbitro: \| De Robbio (Torre Annunziata) \| |
| Arbitro:                           | De Robbio (Torre Annunziata) |       |         |                                                               |

| Arbitro: | De Marchi (Pordenone) |

|                              |           |  |
| Seminario 2’, 58’ Petris 35’ | Marcatori |  |

#### Girone di ritorno
| Arbitro: | Roversi (Bologna) |

|                                     |           |  |
| Milan 20’ Szymaniak 64’ Petroni 66’ | Marcatori |  |

| Catania 27 gennaio 1963 19ª giornata | Catania           | 0 – 0 | SPAL | Stadio Cibali\| Arbitro: \| Angonese (Mestre) \| |
| Arbitro:                             | Angonese (Mestre) |       |      |                                                  |

| Arbitro: | Gambarotta (Genova) |

|                             |           |             |
| Suárez 55’ (rig.) Corso 75’ | Marcatori | 80’ Petroni |

| Arbitro: | Campanati (Milano) |

|                                                             |           |                   |
| Manfredini 4’, 61’ Angelillo 40’ Menichelli 71’ Orlando 83’ | Marcatori | 60’ (rig.) Prenna |

| Catania 17 febbraio 1963 22ª giornata | Catania        | 0 – 0 | Palermo | Stadio Cibali\| Arbitro: \| Righi (Milano) \| |
| Arbitro:                              | Righi (Milano) |       |         |                                               |

| Arbitro: | Jonni (Macerata) |

|                             |           |            |
| Bartù 37’ (rig.) Azzali 62’ | Marcatori | 79’ Prenna |

| Arbitro: | Roversi (Bologna) |

|                                    |           |            |
| Pantaleoni 2’, 30’, 40’ Baveni 28’ | Marcatori | 15’ Prenna |

| Arbitro: | Sbardella (Roma) |

|                 |           |  |
| Rambaldelli 70’ | Marcatori |  |

| Arbitro: | Francescon (Padova) |

|  |           |               |
|  | Marcatori | 65’ Brighenti |

| Arbitro: | Adami (Roma) |

|                                               |           |            |
| Brulls 10’ Pagliari 36’ Conti 52’, 62’ (rig.) | Marcatori | 90’ Prenna |

| Arbitro: | De Marchi (Pordenone) |

|  |           |           |
|  | Marcatori | 78’ Milan |

| Arbitro: | Jonni (Macerata) |

|              |           |                |
| Benaglia 40’ | Marcatori | 84’ Bulgarelli |

| Arbitro: | Campanati (Milano) |

|           |           |  |
| Milan 84’ | Marcatori |  |

| Arbitro: | De Marchi (Pordenone) |

|                                             |           |              |
| Allemann 22’ Sormani 31’ (rig.) Mazzero 70’ | Marcatori | 80’ Benaglia |

| Bergamo 5 maggio 1963 32ª giornata | Atalanta            | 0 – 0 | Catania | Stadio Comunale\| Arbitro: \| Francescon (Padova) \| |
| Arbitro:                           | Francescon (Padova) |       |         |                                                      |

| Arbitro: | Angonese (Mestre) |

|             |           |  |
| Petroni 11’ | Marcatori |  |

| Arbitro: | Varazzani (Parma) |

|  |           |               |
|  | Marcatori | 88’ Seminario |

### Coppa Italia
| Arbitro: | Di Tonno (Lecce) |

|                         |           |                                         |
| Lenzi 1’, 52’ Bacci 48’ | Marcatori | 15’ Szymaniak 20’, 30’ Milan 94’ Prenna |

| Arbitro: | Varazzani (Parma) |

|                      |           |             |
| Christensen 37’, 70’ | Marcatori | 80’ Caceffo |

### Coppa dell'Amicizia italo-francese
| 1963 Quarti di finale - Andata | Olympique Lione | 1 – 0 | Catania |  |

| 1963 Quarti di finale - Ritorno | Catania | 0 – 2 | Olympique Lione |  |

## Statistiche

### Statistiche di squadra
| Competizione | Punti | In casa | In casa | In casa | In casa | In casa | In casa | In trasferta | In trasferta | In trasferta | In trasferta | In trasferta | In trasferta | Totale | Totale | Totale | Totale | Totale | Totale | DR  |
| Competizione | Punti | G       | V       | N       | P       | Gf      | Gs      | G            | V            | N            | P            | Gf           | Gs           | G      | V      | N      | P      | Gf     | Gs     | DR  |
| ------------ | ----- | ------- | ------- | ------- | ------- | ------- | ------- | ------------ | ------------ | ------------ | ------------ | ------------ | ------------ | ------ | ------ | ------ | ------ | ------ | ------ | --- |
| Serie A      | 30    | 17      | 9       | 5       | 3       | 21      | 14      | 17           | 1            | 5            | 11           | 14           | 42           | 34     | 10     | 10     | 14     | 35     | 56     | -21 |
| Coppa Italia |       | -       | -       | -       | -       | -       | -       | 2            | 1            | 0            | 1            | 5            | 5            | 2      | 1      | 0      | 1      | 5      | 5      | 0   |
| Totale       |       | -       | -       | -       | -       | -       | -       | -            | -            | -            | -            | -            | -            | -      | -      | -      | -      | -      | -      | -   |

### Statistiche dei giocatori
| Giocatore       | Serie A  | Serie A | Coppa Italia | Coppa Italia | Totale   | Totale |
| Giocatore       | Presenze | Reti    | Presenze     | Reti         | Presenze | Reti   |
| --------------- | -------- | ------- | ------------ | ------------ | -------- | ------ |
| R. Alberti      | 4        | 0       | ?            | ?            | 4+       | 0+     |
| S. Alicata      | 2        | 0       | ?            | ?            | 2+       | 0+     |
| R. Battaglia    | 11       | 0       | ?            | ?            | 11+      | 0+     |
| R. Benaglia     | 32       | 2       | ?            | ?            | 32+      | 2+     |
| A. Biagini      | 8        | 0       | ?            | ?            | 8+       | 0+     |
| R. Bicchierai   | 28       | 0       | ?            | ?            | 28+      | 0+     |
| F. Caceffo      | 7        | 0       | ?            | ?            | 7+       | 0+     |
| S. Calvanese    | 3        | 3       | ?            | ?            | 3+       | 3+     |
| M. Corti        | 33       | 0       | ?            | ?            | 33+      | 0+     |
| D. De Dominicis | 11       | 0       | ?            | ?            | 11+      | 0+     |
| F. Giavara      | 24       | 0       | ?            | ?            | 24+      | 0+     |
| G. Michelotti   | 5        | 0       | ?            | ?            | 5+       | 0+     |
| L. Milan        | 28       | 6       | ?            | ?            | 28+      | 6+     |
| R. Morelli      | 2        | 0       | ?            | ?            | 2+       | 0+     |
| B. Petroni      | 28       | 11      | ?            | ?            | 28+      | 11+    |
| A. Prenna       | 25       | 8       | ?            | ?            | 25+      | 8+     |
| R. Rambaldelli  | 32       | 1       | ?            | ?            | 32+      | 1+     |
| H. Szymaniak    | 32       | 4       | ?            | ?            | 32+      | 4+     |
| G. Vavassori    | 34       | -56     | ?            | ?            | 34+      | -56+   |
| R. Vigni        | 25       | 0       | ?            | ?            | 25+      | 0+     |